# Alexander Baumjohann
Alexander Baumjohann (Waltrop, 23 januari 1987) is een Duits betaald voetballer die bij voorkeur als aanvallende middenvelder speelt. Hij tekende in juni 2013 een driejarig contract bij Hertha BSC, dat hem overnam van 1. FC Kaiserslautern. Baumjohann speelde interlands voor Duitse nationale selecties tot 17 jaar en tot 21 jaar.

## Clubcarrière

### Schalke 04
Baumjohann begon zijn voetballoopbaan bij Teutonia Waltrop in 1991. Na tien jaar bij de club te hebben gespeeld maakte hij in 2000 de overstap naar de profclub Schalke 04. Daar kwam hij vijf jaar uit in de jeugdopleiding van Die Königsblauen en maakte op 25 februari 2006 zijn debuut in de Bundesliga tegen 1. FC Nürnberg. In de 87e minuut viel hij in voor Lincoln, dit waren slechts de enige minuten die hij dat seizoen in het eerste elftal speelde. Ondertussen kwam hij uit voor het tweede elftal van Schalke 04. Het daaropvolgende seizoen kwam hij tot één optreden. Er werd getwijfeld aan de instelling en het gedrag van de middenvelder. Hij werd als onhandelbaar gezien en daarom begin 2007 weggestuurd uit Gelsenkirchen.

### Borussia Mönchengladbach
Borussia Mönchengladbach legde de middenvelder tot medio 2009 vast. Daar bleek men ook de handen vol te hebben aan Baumjohann. Het leek definitief voorbij te zijn met hem toen de club hem wilde overdoen aan Fortuna Düsseldorf dat uitkwam in de derde divisie. Trainer Jos Luhukay zag het talent echter ineens opleven en gaf hem een laatste kans. Niet veel later maakte hij zijn debuutgoal voor Die Fohlen in de wedstrijd tegen Werder Bremen. Na een solo van bijna 70 meter langs enkele tegenstanders tikte hij de bal in het strafschopgebied langs doelman Tim Wiese. Het doelpunt werd in augustus 2008 verkozen tot Tor des Monats.
De club stond op dat moment op de laatste plaats in de competitie. Baumjohann behoorde samen met twintigjarige Marko Marin vervolgens in de tweede competitiehelft tot de smaakmakers van Die Fohlen en was verantwoordelijk voor een behoorlijk aantal doelpunten. De middenvelder maakte onder meer twee goals tegen TSG Hoffenheim en Hannover 96. Borussia Mönchengladbach handhaafde zich uiteindelijk met een vijftiende. Baumjohann ging vervolgens transfervrij naar rivaal Bayern en Marin vertrok voor 8,5 miljoen euro naar Werder Bremen.
Borussia wilde hem Baumjohann november 2008 nog langer vastleggen. Hij weigerde echter bij te tekenen en had een transfervrije status het einde van het seizoen 2008/09. Bayern München legde hem in februari 2009 vast tot medio 2012. Dit werd Baumjohann niet in dank afgenomen door de fans van Borussia Mönchengladbach. Tijdens een oefenwedstrijd tegen Mladá Boleslav werd hij het mikpunt van fluitconcerten en negatieve spreekkoren. Hij reageerde door de enige treffer van het duel en een fluistergebaar richting de fans te maken.

### Bayern München
Baumjohann tekende een vierjarig contract en maakte op 8 augustus 2009 zijn debuut in de openingswedstrijd tegen TSG Hoffenheim. Daarna kwam hij sporadisch aan spelen toe. Trainer Louis van Gaal gaf de voorkeur aan andere spelers en in oktober kwamen er geruchten op gang dat de middenvelder tijdens de winterstop alweer zou vertrekken. Ondanks dat er niemand in de etalage werd gezet, vond Van Gaal zijn selectie te groot. In januari 2010 verkaste Baumjohann voor een onbekend bedrag naar zijn oude club Schalke 04. Bij Bayern kwam hij tot één optreden in de DFB-Pokal en drie optredens in de Bundesliga.

## Spelersstatistieken
| Seizoen   | Club                     | Land      | Competitie    | Wedstrijden | Goals |
| --------- | ------------------------ | --------- | ------------- | ----------- | ----- |
| 2005/2006 | FC Schalke 04            | Duitsland | Bundesliga    | 1           | 0     |
| 2006/2007 | FC Schalke 04            | Duitsland | Bundesliga    | 1           | 0     |
| 2006/2007 | Borussia Mönchengladbach | Duitsland | Bundesliga    | 3           | 0     |
| 2007/2008 | Borussia Mönchengladbach | Duitsland | 2. Bundesliga | 1           | 0     |
| 2008/2009 | Borussia Mönchengladbach | Duitsland | Bundesliga    | 28          | 3     |
| 2009/2010 | FC Bayern München        | Duitsland | Bundesliga    | 3           | 0     |
| 2009/2010 | FC Schalke 04            | Duitsland | Bundesliga    | 11          | 0     |
| 2010/2011 | FC Schalke 04            | Duitsland | Bundesliga    | 9           | 0     |
| 2011/2012 | FC Schalke 04            | Duitsland | Bundesliga    | 8           | 0     |
| 2012/2013 | 1. FC Kaiserslautern     | Duitsland | 2. Bundesliga | 25          | 5     |
| 2013/2014 | Hertha BSC               | Duitsland | Bundesliga    | 9           | 0     |
| 2014/2015 | Hertha BSC               | Duitsland | Bundesliga    | 0           | 0     |
| 2015/2016 | Hertha BSC               | Duitsland | Bundesliga    | 6           | 0     |
| Totaal    | Totaal                   | Totaal    | Totaal        | 105         | 8     |

## Erelijst
| Competitie               |                          |                          |                          |                          |
| Competitie               | Aantal                   | Jaren                    |                          |                          |
| Borussia Mönchengladbach | Borussia Mönchengladbach | Borussia Mönchengladbach | Borussia Mönchengladbach | Borussia Mönchengladbach |
| ------------------------ | ------------------------ | ------------------------ | ------------------------ | ------------------------ |
| Kampioen 2. Bundesliga   | 1x                       | 2007/08                  |                          |                          |
| Schalke 04               |                          |                          |                          |                          |
| DFB-Pokal                | 1x                       | 2010/11                  |                          |                          |
| DFL-Supercup             | 1x                       | 2011                     |                          |                          |